# USS LST-929
O USS LST-929 foi um navio de guerra norte-americano da classe LST que operou durante a Segunda Guerra Mundial.